# NK 루다르 벨레네
NK 루다르 벨레네(슬로베니아어: Nogometni Klub Rudar Velenje)는 벨레네를 연고로 하는 슬로베니아의 축구 클럽이다. 현재는 슬로베니아 프르바리가에 참가하고 있다.

## 성적
- 드루가 SNL 우승 3회 (2003-04, 2004-05, 2007-08)
- 슬로베니아 컵 우승 1회 (1997-98)

## 역대 감독
| 감독        | 임기        |
| ----------- | ----------- |
| 알레시 체흐 | 2012 ~ 2013 |